# Уманский, Яков Наумович
Яков Наумович Уманский (21 августа 1908, Конотоп — 12 июля 1976) — советский юрист, специалист по теоретическим вопросам советского государственного права и суверенитета союзных республик СССР; выпускник Института красной профессуры (1938); доктор юридических наук (1971) с диссертацией о теории советского государственного права, профессор (1971) и заведующий кафедрой государственного права в Университете имени О. Е. Кутафина (МГЮА).

## Биография
В 1926 году стал выпускником Украинской военно-подготовительной школы имени М. В. Фрунзе, располагавшейся в Харькове. Затем, в 1931 году он окончил московский Институт советского права, а через семь лет стал выпускником Института красной профессуры (Москва). В 1940 году он защитил кандидатскую диссертацию по теме «Социально-политическая сущность прав и обязанностей граждан при капитализме и социализме» — стал кандидатом юридических наук.
В 1931 году Уманский начал работать в Прокуроре РСФСР: занимал должность следователя по особо важным делам до 1936 года. В 1938 году он был направлен на работу в Институт права Академии наук СССР, где стал старшим научным сотрудником и ученым секретарём. В августе 1940 года он был переведен на пост консультанта в юридический отдел, работавший при президиуме Верховного Совета СССР; в январе следующего года стал начальником уголовно-судебного отдела Генеральной прокуратуры СССР.
В 1944 году Уманский стал преподавателем в Московском юридическом институте (МЮИ). Через пять лет, уже после окончания Второй мировой войны, он стал заведующим кафедрой государственного права во Всесоюзном юридическом заочном институте (ВЮЗИ). В 1962 году занял пост заведующего кафедрой советского строительства того же института. В 1971 году успешно защитил докторскую диссертацию по теме «Советское государственное право. Вопросы теории» — стал доктором юридических наук. В том же году ему было присвоено ученое звание профессора. Являлся также государственным советником юстиции 3-го класса; был награждён орденом Красной Звезды, орденом «Знак Почета» и целым рядом медалей.

## Работы
Яков Уманский являлся автором и соавтором более ста тридцати научных работ, включая три учебника и целый ряд учебно-методических пособий. Более двух десятков работ с его участием были переведены и изданы в Мексике, Китае, Индии, Венесуэле, Норвегии, Великобритании, Франции и Германии (ФРГ). В сферу научных интересов Уманского входили, в основном, теоретические вопросы советского государственного права и советского строительства; он занимался вопросами, связанными с разграничением полномочий между ветвями власти в советских органах управления, и изучал проблемы суверенитета союзных республик СССР, а также — вопросами защиты прав граждан в советском законодательстве.
Уманский полагал, что «для норм советского государственного права, закрепляющих и регулирующих отношения, составляющие основу экономической и политической организации советского общества, [был] характерен метод конституционного закрепления. Отличительной чертой этих норм, не свойственных ни одной другой отрасли права, является то, что они не имеют юридических санкций»:
- Основные права и обязанности граждан СССР. — Москва : Моск. рабочий, 1940. — 56 с.
  - Constitutional rights of Soviet citizens / Y. Umansky. — Moscow : Foreign languages publ. house, 1955. — 53 p.
- Советское государственное право : учебное пособие. — М., 1955.[4]
- Советское государственное право : [Учебник для юрид. ин-тов и фак.]. — Москва : Высш. школа, 1970. — 448 с.
- Как выбираются органы власти в СССР. — Москва : Знание, 1958. — 39 с.; (Серия 2 / Всесоюз. о-во по распространению полит. и науч. знаний; № 38)